# Qebehsenuf

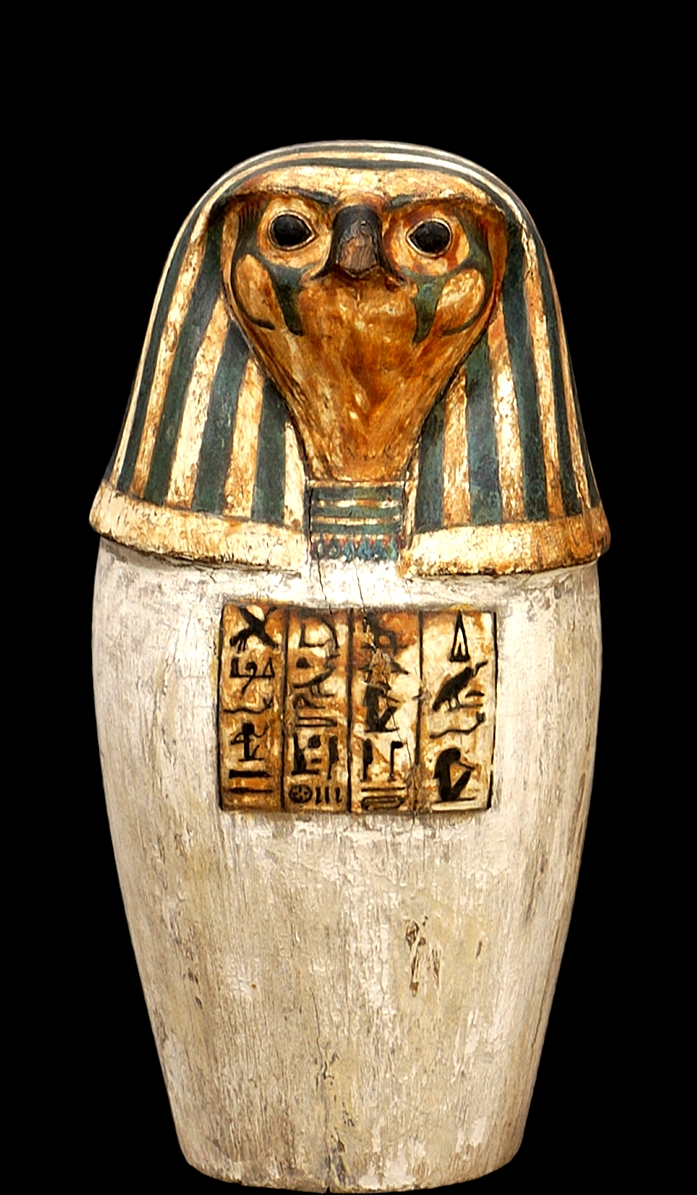
Vaso canopo que representa a Qebehsenuf.

Qebehsenuf, Qebsenuf o Kebeshenuef es uno de los cuatro hijos de Horus y Hathor y hermano de Amset, Duamutef y Hapi en la mitología egipcia. Su nombre significa "el que refresca a sus hermanos" y es una divinidad asociada a la protección del Occidente.
En la preparación de las momias, uno de los cuatro vasos canopos, el utilizado para los intestinos, le representaba con forma de momia y cabeza de halcón. Estaba protegido a su vez por la diosa Serket.
Como divinidad funeraria, junto a sus hermanos y las divinidades Maa-ateff, Jeri-beqf y Horus-Jentimaa formaban "los siete brillantes", eran los protectores del cuerpo de Osiris.
En el Papiro de Ani del Libro de los Muertos, así habla Qebehsenuf: 
"Yo soy tu hijo, oh Osiris Ani, triunfal. He venido a protegerte. He recogido tus huesos y he reunido tus miembros. He traído tu corazón y lo he colocado sobre su trono dentro de tu cuerpo. He hecho que tu casa floreciera después de ti, oh tú que vives para siempre."
También es referenciado en el Libro de las Puertas.
| W15 | sn | sn | sn | f |

| W15 | sn | sn | sn | f |